# Novemberspanner
De novemberspanner (Epirrita autumnata) is een nachtvlinder uit de familie Geometridae, de spanners. De voorvleugellengte bedraagt tussen de 16 en 20 millimeter. Hij komt verspreid over het Palearctisch gebied voor. Hij overwintert als ei.

## Waardplanten
De novemberspanner heeft als waardplanten diverse loofbomen, met name wilgen en berken. Soms worden ook bosbesstruiken als waardplant gebruikt.

## Voorkomen in Nederland en België
De novemberspanner is in Nederland een zeldzame en in België een vrij algemene soort, die verspreid over het hele gebied kan worden gezien. De vlinder kent één generatie die vliegt van eind september tot en met november.